# 東予理容美容専門学校
東予理容美容専門学校（とうよりようびようせんもんがっこう）は、愛媛県新居浜市にある専修学校。社団法人東予理容美容専門学校が運営している。

## 設置学科
- 理容科（2年制）
- 美容科（2年制）
  - 通信課程は3年制。

## 取得資格
- 理容師国家試験受験資格
- 美容師国家試験受験資格

## アクセス
- せとうちバス元塚バス停から徒歩で約5分。

## 周辺
- フジグラン新居浜